# بلانکا لیپینسکا
بلانکا لیپینسکا (لهستانی: Blanka Lipińska؛ زادهٔ ۲۲ ژوئیهٔ ۱۹۸۵) متخصص زیبایی و آرایش و همچنین نویسنده اهل لهستان است. 
او دانش‌آموختهٔ رشتهٔ آرایشگری و زیبایی‌درمانی است.
وی بابت رمان سه‌گانهٔ «۳۶۵ روز» شناخته می‌شود که تاکنون بر اساس آنها، دو فیلم به نام‌های ۳۶۵ روز (۲۰۲۰) و ۳۶۵ روز: امروز (۲۰۲۲) ساخته شده و خودش نیز حضوری افتخاری در آنها داشته‌است.
بلانکا لیپینسکا گفت که این رمان‌ها را تحت تأثیر کتاب پنجاه طیف گری و یک سفر تفریحی شخصی به سیسیل نوشته‌است و آثارش را یک نیمه-خودزندگی‌نامه توصیف نمود.